# (34335) 2000 QR214
2000 QR214 (asteroide 34335) é um asteroide da cintura principal. Possui uma excentricidade de 0.13339250 e uma inclinação de 5.40838º.
Este asteroide foi descoberto no dia 31 de agosto de 2000 por LINEAR em Socorro.